# Garaeus mirandus
Garaeus mirandus là một loài bướm đêm trong họ Geometridae.